# Wojciech Druszcz
Wojciech Druszcz właśc. Marek Wojciech Druszcz (ur. 14 lutego 1947 w Warszawie) – polski fotoreporter, fotograf. 

## Życiorys
Urodził się w rodzinie Ludwika, dziennikarza, i Zofii z domu Nawrockiej (zm. 1958). Ukończył liceum nr 1 na Żoliborzu i zdał maturę w 1965 roku. Od 1966 roku zajmuje się zawodowo fotografią, kiedy to rozpoczął pracę w Centralnej Agencji Fotograficznej jako asystent fotoreportera. W 1968 roku rozpoczął współpracę z poradnikami medycznymi, m.in. z „Żyjmy Dłużej”, oraz pismem rolniczym „Głos Samorządu GS”. W latach 70. był fotoreporterem w dzienniku „Głos Pracy”, a później w tygodnikach „Sportowiec”, „Literatura”, „Kultura” i miesięczniku „Magazyn Rodzinny”, gdzie był również kierownikiem działu.
Po wprowadzeniu stanu wojennego wyjechał z rodziną do Maroka, gdzie żona, matematyk, otrzymała angaż jako wykładowca. W połowie lat 80. związał się z Agence France Presse (AFP). W latach 90. współpracował z AFP w roli korespondenta na terenach dawnego ZSRR. W 1992 roku został zastępcą kierownika działu fotograficznego „Gazety Wyborczej” i fotoedytorem „Magazynu Gazety Wyborczej”, od 1997 roku pracował w „Rzeczpospolitej”, później kierował działem fotograficznym „Polityki”. W 2007 roku przeszedł na emeryturę.
Członek Związku Polskich Artystów Fotografików (ZPAF), członek władz Stowarzyszenia Autorów ZAIKS, Stowarzyszenia Dziennikarzy Polskich i Klubu Fotografii Prasowej.  
Jego fotografie były publikowane w pismach zagranicznych, m.in.: „Life”, „Time”, „Newsweek”, „New York Times”, „Figaro”, „Washington Post” oraz znajdują się w zbiorach Archiwum Ośrodka KARTA, Muzeum Fotografii w Krakowie oraz w zbiorach prywatnych
Udział w wystawach (wybrane):
- World Press Photo (Amsterdam, 1978)
- La Photographie Polonaise (Centrum Pompidou, Paryż, 1981)
- Wystawa najlepszych zdjęć prasowych Agence France Presse (Paryż, Marsylia, Lyon 1990)
- Wystawa polskiej fotografii (Uniwersytet Stranforda, 1993)
- „Koniec Jałty” (Warszawa, Berlin 1998)
- „Gdzie jesteśmy?” (galeria ZPAF, Warszawa, 2005)
- „Dekada «Solidarności»” (Warszawa, 2009)

Wystawy indywidualne (wybrane):
- „Ja” (Gaus Gallery, Sztokholm, 1982)
- „Maski” (EMPiK, Warszawa, 1999)
- „Fotoreporter” (Rzeszów, Tarnów, 2003)
- „Twarze Polityki” (Galeria Fotografii B&B, Bielsko-Biała, 2006)[4]
- „Portrety” (Warszawa, Wrocław, Bielsko-Biała, 2006)
- „Fotografia 50/50” (Centrum Sztuki Mościce, Tarnów, 2016)[5]
- „Portret Intymny” (Galeria Test w Warszawie, 2017)
- „Twarze ZAiKS-u” (Galeria SPAF Warszawa/ Art Foto Festiwal, Bielsko-Biała, 2020)
- „Obiektywnie” (Domu Kultury „Hugonówka” w Konstancinie/ Galeria Szczecińska Filharmonia/ Art Foto Festiwal Bielsko-Biała, 2023)

Publikacje:
- Wojciech Druszcz, Portrety, wyd. AURIGA, 2006.

## Nagrody i wyróżnienia
- Wyróżnienie w konkursie World Press Photo (1977)
- Nagroda Agence France Presse za najlepsze zdjęcie (1988)
- Nagroda Agence France Presse za najlepsze zdjęcie (1989)
- II nagroda w konkursie Polskiej Fotografii Prasowej (1997)
- Herma – nagroda miasta Tarnowa (2006)
- Odznaka ZAiKS-u (2009)[6]
- Nagroda 100-lecia ZAiKS-u (2018)[6]
- Nagroda im. Cypriana Kamila Norwida w kategorii Sztuki Plastyczne za wystawę fotograficzną „Obiektywnie” w Konstancińskim Domu Kultury „Hugonówka” (2024)[7]

Źródło:.